# Pravi psi
Pravi psi (Canini), tribus iz potporodice Caninae, koji obuhvaća samo prave pse unutar porodice pasa. Canini i vulpini ili prave lisice i još dva zasebna roda Nyctereutes i Otocyon čine potporodicu caninae, jedinu živu porodicu pasa. Ostale vrste su izumrle i pripadaju potporodici Borophaginae Simpson, 1945 †.

## Rodovi
Populacija Canina obuhvaća rodove s 254 vrste i podvrste: Atelocynus, Canis, Cerdocyon, Chrysocyon, Cuon, Dusicyon, Eucyon, Lycalopex, Lycaon, Nyctereutes, Protocyon †, Pseudalopex, Speothos, Theriodictis
- Canis
  - sivi vuk, Canis lupus
    - domaći pas Canis lupus familiaris
    - Dingo, poenekad kalsificiran kao Canis lupus dingo

  - kojot, Canis latrans
  - etiopski vuk, Canis simensis (abesinski vuk)
  - zlatni čagalj, Canis aureus
  - prugasti čagalj, Canis adustus
  - crnoleđi čagalj, Canis mesomelas
- Cuon
  - azijski divlji pas, Cuon alpinus
- Lycaon
  - afrički divlji pas, Lycaon pictus
- Atelocynus
  - kratkouhi pas (kratkouha lisica), Atelocynus microtis
- Cerdocyon
  - rakojeda lisica, maikong Cerdocyon thous
- Dusicyon †
  - falklandski vuk, Dusicyon australis †
- Lycalopex (Pseudalopex)
  - kolpeo, Lycalopex culpaeus
  - darwinova lisica Lycalopex fulvipes
  - južnoamerička siva lisica, Lycalopex griseus
  - pampaska lisica, pampska siva lisica, Lycalopex gymnocercus
  - Sechuranska lisica, Lycalopex sechurae
  - Sitnozubi pas, Lycalopex vetulus
- Chrysocyon
  - grivasti vuk, Chrysocyon brachyurus
- Speothos
  - kolumbijski divlji pas, Speothos venaticus;[2]